# Scherrheometer
Das Scherrheometer ist ein Messgerät, das  eine Scherdeformation aufbringt und damit zur Ermittlung des Verformungs- und Fließverhalten von Materie (siehe Rheologie) dient. Umgangssprachlich wird häufig auch der Begriff Viskosimeter verwendet; dieser Ausdruck sollte jedoch auf die Geräte beschränkt werden, die im entsprechenden Artikel angeführt werden.
Die hochpreisigen Scherrheometer unterscheiden sich vom niedrigpreisigen Rotationsviskosimeter neben der höheren Messgenauigkeit im Wesentlichen durch die Möglichkeit, in einem oszillierenden Modus, bei welchem die Probe einer sinus-förmigen Belastung unterworfen wird, nicht nur die „klassischen“ rheologischen Daten bestimmen zu können, sondern darüber hinausgehend auch die Kenngrößen viskoelastischer Proben. In den meisten Fällen der rheologischen Praxis reichen jedoch die rotierenden Geräte aus.

## Aufbau und Funktionsweise

### Messgeometrie

Messanordnungen von links nach rechts: koaxiale Zylinder, Platte/Platte, Kegel/Platte; bewegter Teil in Orange, unbewegter Teil in Dunkelblau, Fluid in Hellblau

Wie bei den Rotationsviskosimetern existieren auch bei den Scherrheometern zwei wesentliche Bauweisen des Messsystems:
- koaxiales Zylinder-Messsystem: Die jeweils zylindrischen Messbecher und Messkörper haben dieselbe Rotationsachse. Dabei kann der Messbecher stillstehen und der Messkörper rotieren (Searle-System) oder umgekehrt (Couette-System).
- Platte/Platte bzw. Platte/Kegel-Messsystem: Auf einer feststehenden, ebenen Platte rotiert in einem gewissen Abstand eine zweite Platte bzw. ein flacher Kegel (Kegelwinkel < 3°).

Bei der Messung wird die Probe zwischen dem rotierenden bzw. oszillierenden und dem ruhenden Teil der Anordnung geschert. Aus der Geometrie der Messanordnung und der Geschwindigkeit des bewegten Teiles ergibt sich die Schergeschwindigkeit. Das zur Aufrechterhaltung der Bewegung notwendige Drehmoment wird gemessen, woraus sich dann die Schubspannung und damit die Viskosität und andere rheologische Kenngrößen ermitteln lassen.
Gerade bei Scherrheometern kommt die Platte/Platte- und Platte/Kegel-Bauweise bevorzugt zum Einsatz, da aufgrund der geringen Probenmenge Temperaturprogramme sehr effizient durchgeführt werden können. Die Platte/Kegel-Bauweise hat gegenüber der Platte/Platte-Bauweise den Vorteil, dass dort durch die nach außen anwachsende Spaltbreite die nach außen ebenfalls zunehmende Umlaufgeschwindigkeit ausgeglichen wird, so dass in der gesamten Messanordnung eine homogene Schergeschwindigkeit herrscht. Für gefüllte Proben ist die Platte/Kegel-Anordnung aber weniger geeignet.
Die koaxialen Zylinder-Messsysteme haben den Vorteil, dass die Probe nicht seitlich austreten kann und sich eine eventuelle Sedimentation von Partikeln in der Probe weniger stark auf das Messergebnis auswirkt. Dafür liegen an den beiden Enden des Messkörpers nicht eindeutig definierte Scherverhältnisse vor, welche zu einer Messungenauigkeit führen. Außerdem ist der Reinigungsaufwand höher.

### Temperiereinheit
Da die rheologischen Eigenschaften meist maßgeblich von der Temperatur beeinflusst werden, sind Rheometer mit Temperiereinheiten ausgerüstet, um die Messgeometrie auf definierte Temperaturen zu bringen oder Temperaturprofile abzufahren. Gebräuchlich sind hierfür Flüssigkeitsbäder, Konvektionsöfen und -kühlungen und Peltier-Elemente.

### Antrieb und Sensorik in Rotationsrichtung
Der bewegte Teil der Messgeometrie, meist der obere Teil, wird durch einen Elektromotor in eine rotierende oder oszillierende Bewegung versetzt. Dabei können entweder Drehzahl oder Drehmoment, bzw. die entsprechenden Amplituden vorgegeben werden. Ein Drehgeber erfasst dabei die Winkelauslenkung, das Moment kann über den Eingangsstrom des Motors gemessen werden.
Die Messgenauigkeit hängt vor allem von der exakten Übertragung des in der Antriebseinheit gemessenen Drehmomentes auf die Messgeometrie ab. Bei niedrigviskosen Proben und/oder niedrigen Schergeschwindigkeiten ist die auftretende Schubspannung und damit das Drehmoment so klein, dass es in der Größenordnung des Drehmomentes, das durch Reibung in der Antriebsmechanik bedingt wird, liegen kann. Deswegen sind hochpreisige Scherrheometer für einen weiten Messbereich mit Luft- oder Magnetlagern ausgerüstet, um die Reibung zu minimieren.

### Antrieb und Sensorik in axialer Richtung
Für Handlingsprozesse wie z. B. Probeneinbringung muss die obere Messanordnung auch in axialer Richtung verfahrbar sein. Bei Platte/Platte- und Platte/Kegel-Anordnungen muss außerdem der Messspalt exakt eingestellt werden. Moderne Geräte verfügen dazu über eine Vorrichtung zur Messung des Spaltes, so dass dieser automatisch eingestellt und bei Bedarf, vor allem bei Änderung infolge thermischer Ausdehnung durch Temperaturwechsel, nachjustiert werden kann.
Manche Geräte verfügen auch über einen Sensor zur Messung der Normalkraft. Damit lässt sich eine nachzuregelnde Normalkraft auf die Probe vorgeben, womit beispielsweise ein eventueller Schwund der Probe ausgeglichen und gemessen werden kann. Auch Zug- und Druckversuche werden damit in einem begrenzten Maße möglich.

## Bestimmbare Kenngrößen
- Viskosität (in Abhängigkeit unterschiedlicher Parameter wie Temperatur, Zeit, Schergeschwindigkeit usw.)
- Fließgrenze
- komplexe Viskosität
- Verlustfaktor ({\displaystyle \tan \delta })
- komplexer Schermodul (G', G")
- Bei vorhandenem Normalkraftsensor ist auch die Messung von Schwund- und Ausdehnungsvorgängen möglich.

Da die Steuerung des Scherrheometers und die Aufzeichnung der Daten über eigene Software durchgeführt wird, sind unterschiedlichste (mathematisch-physikalische) Auswertungen möglich.
Bei oszillierenden Messungen ergibt die Auftragung der Werte für Last und Verformung als Kurvenverlauf über der Zeit im Allgemeinen zwei zeitlich verschobene Sinuskurven, d. h. die maximale Verformung erfolgt gegenüber dem Lastmaximum verspätet. Die zeitliche Differenz zwischen den Maxima wird im Verhältnis zur Dauer einer Vollschwingung gemessen und als Phasenwinkel δ bezeichnet (Einheit Grad (°) oder Gon, eine Vollschwingung entspricht 360° oder 400 Gon). Ist der Phasenwinkel gleich Null, d. h. erscheint die Verformung in dem Moment, in dem die Last aufgebracht wurde, handelt es sich um einen rein elastischen Werkstoff wie z. B. Gummi. Besitzt der geprüfte Werkstoff auch viskose Eigenschaften, erscheint die Verformung später als die Last. Im extremen Fall zeigt ein Werkstoff rein viskose Eigenschaften wie z. B. Wasser. Dann ist in dem Moment, in dem die aufgebrachte Last am größten ist, die Verformung gleich Null, dafür ist hier die Deformationsgeschwindigkeit am größten. Dies entspricht einem Phasenwinkel von 90° = 100 Gon.
Diese Zusammenhänge gelten nur bei schwingender Belastung im eingeschwungenen Zustand, der ermittelte Wert beschreibt aber maßgeblich das Werkstoffverhalten bei kurzzeitigen Belastungen.
Es sind teilweise auch mechanische Erweiterungen verfügbar, die das Einspannen von Festkörpern erlauben oder welche die rotorische Bewegung in eine lineare Bewegung umsetzen, womit auch Dehnversuche an Festkörpern vorgenommen werden können (Dynamisch-mechanische Analyse).
Das Vernetzungsverhalten von Polymeren wie Kautschuk kann mit ähnlich arbeitenden Vulkametern untersucht werden.

## Anwendung
Rheometer werden teilweise in der Qualitätssicherung eingesetzt, primär jedoch in der Produktentwicklung und in der Forschung. So können z. B. Aushärtevorgänge von reaktiven Klebstoffsystemen untersucht werden. Auch genauere Betrachtungen zu etwas komplexeren Effekten wie der Thixotropie sind mittels eines Rheometers möglich. Des Weiteren lassen sich mit ihnen die molekularen Architekturen von Materialien mit sehr geringen Probenmengen gut charakterisieren.

### Versuchsvorbereitung und -ablauf am Beispiel einer Bitumenprobe
Scherrheometer werden eingesetzt, um den Phasenwinkel und das komplexe Schermodul von Bitumen, der im Straßenbau benutzt wird, zu bestimmen. Durch einen hohen komplexen Schermodul kommt es kaum zu Verformungen auf Straßen, die mit hohen Geschwindigkeiten befahren werden, da es während der kurzen Belastungsdauer der Überrollung aufgrund des zusätzlichen Scherwiderstandes zu keiner so großen Verformung kommt.
Zur Erstellung der Bitumenprobe wird das Material bei 80 °C auf eine Dicke von 2 mm verpresst, anschließend auf Prüfgröße gestanzt und mittig auf die untere Messplatte gelegt. Nach dem Absenken der oberen Messplatte und dem Einstellen des Prüfspaltes von einem Millimeter werden die Überstände abgeschnitten. Zur Erhaltung einer konstanten Versuchtemperatur wird um die Probe ein Wasserbad hergestellt (60 °C).
Zur Prüfung werden die beiden Platten schwingend gegeneinander verschoben oder verdreht, und zwar mit der vorgeschriebenen Frequenz von 1,59 Hz und einer Schubverformung von ungefähr 12 % in den Maximalpunkten. Über eine Versuchsdauer von mehreren Minuten werden die aufgebrachte Last τ sowie die entstandene Verformung γ getrennt aufgezeichnet.